# Hub Motor Car Exchange
Hub Motor Car Exchange war ein US-amerikanischer Hersteller von Automobilen.

## Unternehmensgeschichte
Das Unternehmen hatte seinen Sitz in Dorchester in Massachusetts. Zunächst war es als Autohändler tätig. 1906 wurde das Werk der aufgelösten Crest Manufacturing Company gekauft. Auf Basis des Crestmobile begann 1906 die Produktion von Automobilen. Der Markenname lautete zunächst Dorchester. Die Verkäufe liefen schlecht. 1907 folgte ein besseres Modell, das nun als Hub vermarktet wurde. Es wurde Anfang 1907 auf der Boston Automobile Show präsentiert. Im gleichen Jahr endete die Fahrzeugproduktion.
Es ist nicht bekannt, wann das Unternehmen aufgelöst wurde.

## Fahrzeuge

### Markenname Dorchester
Das einzige Modell war eine abgemagerte Version des Crestmobile. Ein luftgekühlter Einzylindermotor mit 4 PS Leistung trieb über eine Kette die Hinterachse an. Er war ohne Verkleidung oberhalb der Vorderachse und direkt vor dem Armaturenbrett montiert. Gelenkt wurde mit einem Lenkhebel, was 1906 schon lange veraltet war. Einziger Aufbau war ein leichter zweisitziger Runabout. Das Leergewicht betrug rund 181 kg.

### Markenname Hub
Dieses Modell hatte weiterhin einen Einzylindermotor. Er war ebenfalls luftgekühlt und befand sich unter einer Motorhaube. Die Motorleistung von 10 PS wurde über ein Planetengetriebe und eine Kardanwelle zur Hinterachse übertragen.